# Hybosida scabra
Hybosida scabra är en spindelart som beskrevs av Simon och Fage 1922. Hybosida scabra ingår i släktet Hybosida och familjen Palpimanidae. Inga underarter finns listade i Catalogue of Life.